# بني قريش
قرية بني قريش هي إحدى القرى التابعة لمركز منيا القمح في محافظة الشرقية في جمهورية مصر العربية. حسب إحصاءات سنة 2006، بلغ إجمالي السكان في بني قريش 4155 نسمة، منهم 2204 رجل و1951 امرأة. ومن أعلامها كاتب السيناريو وحيد حامد.